# Notre-Dame-de-Boisset
Notre-Dame-de-Boisset est une commune française située dans le département de la Loire en région Auvergne-Rhône-Alpes.

## Géographie

### Localisation
Bénéficiant d'un environnement naturel des plus attrayants, à seulement 8 kilomètres au sud-est de Roanne,
Notre-Dame-de-Boisset se situe dans la Loire au cœur de la région Auvergne-Rhône-Alpes, sur un coteau qui surplombe la vallée du Rhins. Prairies, champs, vignes, bois et cours d'eau offrent un cadre de vie champêtre rempli de charme et de tranquillité à proximité de Lyon, Saint-Étienne et Clermont-Ferrand.
La commune de Notre-Dame-de-Boisset  est située dans le département de la Loire, l'arrondissement de Roanne et depuis 2015 dans le nouveau canton  du Coteau. Elle relevait jusqu'alors du canton de Perreux aujourd'hui supprimé.
Son périmètre long de 16,5 km est celui d'un quadrilatère  gauchi en longitude dont deux côtés, ceux de l'ouest et de l'est, sont sensiblement égaux celui du sud étant le moins long, celui du nord le plus long. Notre-Dame a pour voisines six communes. Au nord elle confine avec Saint-Vincent-de-Boisset sur 2,4 km et Perreux sur 2,12. C'est à l'est qu'elle partage avec Pradines les plus longues limites soit 4,63 km. Le Rhins la sépare au sud de Neaux sur 2,38 km, au sud-ouest de Saint-Cyr-de-Favières sur 1,77 km et à l'ouest de Parigny sur 3,2 km. Sur la moitié de son périmètre les limites de la commune sont naturelles puisque le Rhins l'enveloppe au sud et à l'ouest sur plus de 7 km et à l'est un ruisseau, la Goutte Javodet, la borne sur plus d'un km. C'est au nord surtout que ces limites sont entièrement artificielles. 		La superficie de la commune, 9,1 km2, est inférieure à la moyenne des communes du Nord-Est roannais, 13 km2,  et quatre fois et demie inférieure à celle de sa vaste voisine Perreux 41,35 km2. La plus grande distance interne à vol d'oiseau, du nord-ouest au sud-est-est de 4,5 km.
L'espace municipal est entièrement compris dans la zone des basses collines qui s'étendent sur la rive droite de la Loire depuis le Rhins au sud jusqu'au Sornin au nord. L'ensemble présente l'aspect d'un plateau légèrement incliné du nord-est au sud-ouest ouest ce qui rend sensible, ici encore, l'inclinaison générale de la région de l'est vers l'ouest depuis la ligne de crête de la montagne beaujolaise jusqu'à la Loire.
L'inclinaison générale est plus forte, dans la partie nord de la commune depuis les environs de l'étang Briais où son territoire culmine à 410 mètres d'altitude jusqu'à la rive du Rhins où se trouve son point le plus  bas à  278 mètres. La pente moyenne est dans l'ensemble de 34m. par kilomètre. Le lit du Rhins restant encaissé jusqu'à la latitude des bourgs de Notre-Dame et Parigny (sur la rive occidentale) ce n'est que sur une étroite surface de 0,65 km2 au nord de cette ligne qu'on a affaire à un véritable secteur de plaine qui se raccorde au plateau par un léger talus. Beaucoup plus escarpé le talus qui domine le lit du Rhins au sud de la commune peut donner lieu à une pente exceptionnellement forte dans ce secteur de plateau et de plaine, localement supérieure à 60 %.
L'altitude moyenne du territoire communal est de 340 m.

### Communes limitrophes
Les communes limitrophes sont  Neaux, Parigny, Perreux, Pradines, Saint-Cyr-de-Favières et Saint-Vincent-de-Boisset.

### Géologie
La géologie fait apparaître trois secteurs distincts dans l'espace communal. La partie nord-ouest coïncidant avec la plaine du Rhins est le domaine de terrains très récents, sables et limons de la basse terrasse du fleuve, graviers et cailloutis des moyenne et haute terrasses. Sur la majeure partie du territoire, le centre et l'est, prédominent les argiles sableuses tertiaires souvent recouvertes de formations quaternaires de versants  ou de cailloutis fluviatiles. Le sud du territoire s'individualise, l'érosion fluviatile du Rhins y a mis au jour localement le microgranite du socle et plus largement des terrains volcano-détritiques, tufs et ignimbrite.

### Réseau hydrographique
Le réseau hydrographique de la commune de Notre-Dame-de-Boisset est le fait de trois cours d'eau d'inégale importance, deux d'entre eux étant primordiaux ; l'un, le Rhins, en raison de son rôle régional bien qu'il ne fasse que border la commune, l'autre le ruisseau de Lavally parce qu'il la traverse entièrement.
Le Rhins concerne le territoire communal de Notre-Dame sur plus de 7 km. Au sud entre la limite de Pradines où son lit est à 302 m d'altitude et l'Hôpital-sur-Rhins (hameau riverain sur la commune de Saint-Cyr-de-Favières) à 295 m, il coule sur 2,4 km d'est en ouest comme il le faisait dans la partie moyenne de son cours depuis Amplepuis en effectuant deux méandres, le premier très prononcé, au fond d'une vallée encaissée.
À partir de l'Hôpital-sur-Rhins où il reçoit en rive gauche le Gand, son principal affluent, il prend  la direction du nord-ouest accomplissant encore un méandre puis après avoir reçu la contribution du ruisseau de Lavally et, sollicité par la proximité de son niveau de base, son confluent avec la Loire, qui n'est plus qu'à 10 km du point où il quitte la commune (à 278 m d'altitude) son cours devient plus rectiligne et il se dirige vers le nord. À cet endroit il a déjà parcouru 50 km des 60 de l'ensemble de son cours. La pente moyenne de la rivière est faible tout au long des 7 km qui concernent la commune : 0,3 ‰.
Le Rhins est une rivière assez abondante. Son débit a été observé sur une période de 40 ans (1969-2008), un peu avant son confluent avec la Loire. Le débit moyen interannuel ou module de la rivière est un peu avant Roanne de 5,25 m3 par seconde.
Il présente des fluctuations saisonnières de débit assez fortes, avec des hautes eaux d'hiver-printemps, de novembre à mai inclus, portant les débits mensuels moyens au niveau de 6,0 à 8,9 m3 par seconde (avec un maximum en février). Ces hautes eaux sont suivies d'une chute rapide ce qui mène directement à la période d'étiage d'été, qui a lieu de juillet à septembre, avec un minimum mensuel moyen de 1,22 m3/s. au mois d'août.
Les crues peuvent être très importantes malgré l'étroitesse de son bassin versant. Les débits instantanés calculés pour une crue biennale et quinquennale valent respectivement 61 et 91 m3 par seconde. Le débit instantané calculé de crue décennale est de 110 m3 par seconde. Le débit instantané maximal enregistré a été de 239 m3 par seconde le 1er mai 1983. Quant au débit journalier maximal il était de 132 m3 par seconde le même jour.
Le ruisseau de Lavally est un petit cours d'eau d'une longueur de 6 km qui naît sur la commune de Pradines et entre sur le territoire de Notre-Dame-de-Boisset à 338 m d'altitude. Il traverse ensuite la commune d'est en ouest sur toute sa largeur en 3,8 km passant au pied du bourg et à proximité du hameau qui lui donne son nom. Il rejoint le Rhins en rive droite en face du bourg de  Parigny, à l'altitude de 282 mètres. Sa pente moyenne est de 0,15  ‰ dans la commune.
Le ruisseau de Lavally reçoit dès son entrée sur le territoire municipal sur sa rive droite un modeste tributaire sous la forme de la Goutte Javodet un ruisselet venu du nord né dans l'étang Briais et qui au long d'1,2 m de cours sert de démarcation avec la commune de Pradines. Le terme de « goutte » sert à désigner dans toute la région ce type de tout petits cours d'eau en caractérisant la faiblesse de leur débit.

### Climat
Pour des articles plus généraux, voir Climat d'Auvergne-Rhône-Alpes et Climat de la Loire.
En 2010, le climat de la commune est de type climat océanique dégradé des plaines du Centre et du Nord, selon une étude du Centre national de la recherche scientifique s'appuyant sur une série de données couvrant la période 1971-2000. En 2020, Météo-France publie une typologie des climats de la France métropolitaine dans laquelle la commune est exposée à un climat de montagne ou de marges de montagne et est dans la région climatique Nord-est du Massif Central, caractérisée par une pluviométrie annuelle de 800 à 1 200 mm, bien répartie dans l’année.
Pour la période 1971-2000, la température annuelle moyenne est de 10,6 °C, avec une amplitude thermique annuelle de 16,7 °C. Le cumul annuel moyen de précipitations est de 737 mm, avec 9,9 jours de précipitations en janvier et 7 jours en juillet. Pour la période 1991-2020, la température moyenne annuelle observée sur la station météorologique de Météo-France la plus proche, « Riorges - Man », sur la commune de Riorges à 9 km à vol d'oiseau, est de 12,3 °C et le cumul annuel moyen de précipitations est de 711,4 mm,. Pour l'avenir, les paramètres climatiques de la commune estimés pour 2050 selon différents scénarios d'émission de gaz à effet de serre sont consultables sur un site dédié publié par Météo-France en novembre 2022.

## Urbanisme

### Typologie
Au 1er janvier 2024, Notre-Dame-de-Boisset est catégorisée commune rurale à habitat dispersé, selon la nouvelle grille communale de densité à sept niveaux définie par l'Insee en 2022.
Elle appartient à l'unité urbaine de Roanne, une agglomération intra-départementale regroupant 15  communes, dont elle est une commune de la banlieue,,. Par ailleurs la commune fait partie de l'aire d'attraction de Roanne, dont elle est une commune de la couronne,. Cette aire, qui regroupe 88 communes, est catégorisée dans les aires de 50 000 à moins de 200 000 habitants,.

### Occupation des sols

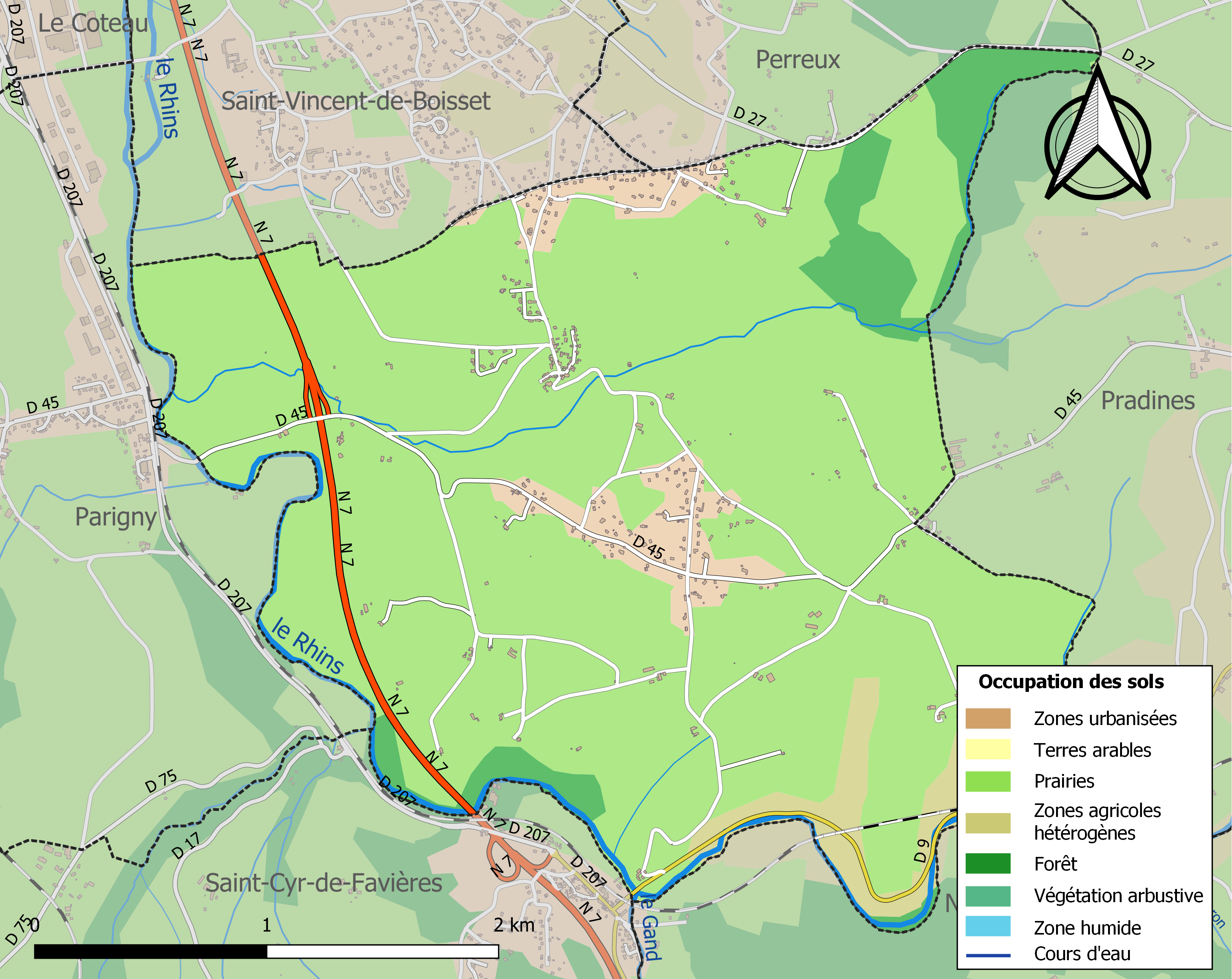
Carte des infrastructures et de l'occupation des sols de la commune en 2018 (CLC).

L'occupation des sols de la commune, telle qu'elle ressort de la base de données européenne d’occupation biophysique des sols Corine Land Cover (CLC), est marquée par l'importance des territoires agricoles (88,6 % en 2018), une proportion sensiblement équivalente à celle de 1990 (89,1 %). La répartition détaillée en 2018 est la suivante : 
prairies (83,5 %), forêts (6,2 %), zones urbanisées (5,2 %), zones agricoles hétérogènes (5,1 %). L'évolution de l’occupation des sols de la commune et de ses infrastructures peut être observée sur les différentes représentations cartographiques du territoire : la carte de Cassini (XVIIIe siècle), la carte d'état-major (1820-1866) et les cartes ou photos aériennes de l'IGN pour la période actuelle (1950 à aujourd'hui).

## Histoire
Depuis le 1er janvier 2013, la communauté de communes du Pays de Perreux dont faisait partie la commune s'est intégrée à la communauté d'agglomération Roannais Agglomération.

## Réseaux de transports
Bien  que située à proximité de Roanne la commune ne bénéficie pas complètement des voies de circulation routière qui  desservent  cette importante agglomération urbaine. L’axe essentiel que constitue la route nationale 7, même à l’échelle nationale, traverse son territoire sur plus de 2,5 km en suivant la vallée du Rhins mais lui reste étrangère laissant le chef-lieu à l’écart. Une route départementale relativement passante, la D 9, qui assure une liaison entre Roanne et Lyon par Régny, Amplepuis et le col des Sauvages suit, dans la commune la vallée moyenne du Rhins sur 2,4 km, mais en ignorant également le village. Elle vient se greffer sur la N 7 à l’Hôpital-sur-Rhins juste hors en dehors des limites de Notre-Dame. En fin de compte une seule route dessert réellement le cœur de la commune, la départementale 45. Elle relie Pradines à Parigny, outre Loire, sur une longueur de 3,5 km à travers l’espace municipal d’est en ouest mais sans desservir le bourg elle non plus; en revanche son tracé a favorisé le développement du hameau du Marvallin. Au lieudit le Bas de Rhins elle est reliée par un échangeur routier à la N 7. Au total ce sont donc seulement 8,5 km de voies départementales qui sillonnent la commune.
La proximité de Roanne offre à  Notre-Dame un accès facile au chemin de fer. La gare de Roanne sur la voie ferrée Lyon-Paris par Saint-Germain-des-Fossés n'est distante que de 11 km et plus proche encore celle du Coteau ne se situe qu'à un peu plus de 6 km du coeur de la commune. Pour rejoindre le TGV à la gare de Montchanin en Saône-et-Loire il faut parcourir 111 km; un autobus relie d'ailleurs Roanne à  cette gare deux fois par jour.
D'autre part l'aéroport de Lyon-Saint-Exupéry se trouve à 105 km de Notre-Dame-de-Boisset.

## Démographie
L'évolution du nombre d'habitants est connue à travers les recensements de la population effectués dans la commune depuis 1793. Pour les communes de moins de 10 000 habitants, une enquête de recensement portant sur toute la population est réalisée tous les cinq ans, les populations de référence des années intermédiaires étant quant à elles estimées par interpolation ou extrapolation. Pour la commune, le premier recensement exhaustif entrant dans le cadre du nouveau dispositif a été réalisé en 2005.

En 2022, la commune comptait 573 habitants, en évolution de +1,42 % par rapport à 2016 (Loire : +1,32 %, France hors Mayotte : +2,11 %).
| 1793 | 1800 | 1806 | 1821 | 1831 | 1836 | 1841 | 1846 | 1851 |
| ---- | ---- | ---- | ---- | ---- | ---- | ---- | ---- | ---- |
| 600  | 373  | 381  | 345  | 415  | 402  | 424  | 385  | 345  |

| 1856 | 1861 | 1866 | 1872 | 1876 | 1881 | 1886 | 1891 | 1896 |
| ---- | ---- | ---- | ---- | ---- | ---- | ---- | ---- | ---- |
| 390  | 330  | 349  | 331  | 378  | 333  | 377  | 340  | 340  |

| 1901 | 1906 | 1911 | 1921 | 1926 | 1931 | 1936 | 1946 | 1954 |
| ---- | ---- | ---- | ---- | ---- | ---- | ---- | ---- | ---- |
| 334  | 351  | 338  | 270  | 258  | 260  | 266  | 256  | 277  |

| 1962 | 1968 | 1975 | 1982 | 1990 | 1999 | 2005 | 2006 | 2010 |
| ---- | ---- | ---- | ---- | ---- | ---- | ---- | ---- | ---- |
| 237  | 232  | 259  | 329  | 404  | 510  | 531  | 527  | 544  |

| 2015 | 2020 | 2022 | - | - | - | - | - | - |
| ---- | ---- | ---- | - | - | - | - | - | - |
| 566  | 577  | 573  | - | - | - | - | - | - |

### Répartition démographique
Intégrée  à la zone urbaine du Grand Roanne Notre-Dame-de-Boisset subit pleinement l'attraction  du chef-lieu d'arrondissement en faisant partie notamment de son bassin d'emploi. Le chef-lieu du département Saint-Étienne est trop éloigné - 77 km - pour exercer une forte influence d'autant que son rôle est éclipsé par le rôle de la métropole régionale, Lyon ne se trouvant qu'à 81 km de la commune.
L'ensemble du Nord-Est roannais de la plaine de la Loire à la montagne beaujolaise est concerné par le bocage paysage rural où les champs cultivés et les prés sont enclos. Le secteur du Rhins inférieur où est située la commune de Notre-Dame-de-Boisset en présente les principaux aspects et notamment la dispersion de l'habitat. Plus d'une dizaine d'écarts se répartissent sur le territoire communal. Ce sont,au nord du Ruisseau de Lavally le Haut de Boisset, les Ardilles et les Ormes ainsi que le bourg de la commune et au sud du cours d'eau les lieuxdits Lavally, la Ruisse, le Haut de Marvallin, le Marvallin, Montégut, Jailly, Bournat et Bussière et enfin à l'ouest dans la plaine du Rhins Château Noir et Lespinasse.
L'organisation du peuplement dans un pays bocager n'accorde au bourg qu'une importance relativement modeste par rapport au total. Ainsi à Notre-Dame-de-Boisset il ne réunit qu'environ un tiers de la population de la commune. Depuis plusieurs décennies l'INSEE ne fournit plus le taux de population agglomérée d'une commune. En 1975, dernière date à laquelle ce renseignement était disponible, 97 personnes vivaient dans le bourg soit 37 % du total de 259 cette année-là. En extrapolant à partir de cette donnée (avec toutes les réserves qu'appelle cette méthode s'agissant notamment d'une commune dont la population a considérablement augmenté) environ 210 Boscois (habitants de Notre-Dame-de-Boisset) seraient rassemblés dans l'agglomération; mais ce serait méconnaître la proportion dans laquelle un gros hameau comme le Marvallin s'est étoffé depuis 40 ans.

### Évolution démographique
L'histoire démographique de Notre-Dame-de-Boisset depuis le début de l´époque contemporaine a fait passer la commune par les trois phases qu'ont connues classiquement les campagnes de la région mais avec des particularités propres.
La première phase, beaucoup plus courte - une trentaine d’années - que dans la plupart des localités rurales de la région,  s'est caractérisée par un accroissement continu de la population partant de 373 habitants en 1800 et qui a duré jusqu´à un pic qui a été atteint en 1831. La croissance avait été en définitive beaucoup moins forte que dans d'autres communes dont la population avait plus que doublé  pendant cette période. Notre-Dame avait  vu son effectif humain s'accroître d'un peu plus qu'un très modeste 10 % depuis le début du XIXe siècle et comptait alors  390  habitants. 	
Après avoir atteint le maximum de leur peuplement entre 1850 et 1875 les localités du Nord-Est roannais l'ont vu progressivement  se réduire. Les origines du phénomène sont à rechercher dans l'exode rural qui les a affectées, lui-même induit par la révolution industrielle. C'est l'époque au cours de laquelle en effet la main d’œuvre en surabondance dans les campagnes se dirige vers les villes où elle trouve alors à s'employer : dans la région ici considérée il s'agit de l'industrie textile qui s'est implantée dans le Roannais et qui est à la recherche de bras pour ses métiers. Pourtant à la différence de ce qui s'est produit dans beaucoup de communes rurales où le déclin s'est poursuivi continument il a été soumis ici à des fluctuations incessantes en relation notamment avec l'hémorragie humaine provoquée par la Grande Guerre, le nombre d'habitants augmentant ou diminuant pendant des phases plus ou moins prolongées. Il n'en reste pas moins que cette tendance longue à la baisse s'est poursuivie bien au delà de la Seconde Guerre mondiale.  C'est en 1968 que se place l'étiage démographique de la commune (1946 dans la localité voisine de Saint-Vincent) ; la commune n'était plus peuplée alors que de 232 personnes et avait ainsi vu disparaître près de la moitié de sa population. Encore cet affaiblissement démographique était-il bien inférieur à  l’effondrement qui avait affecté nombre de communes de la montagne beaujolaise lesquelles avaient perdu pendant la même période les 3/4 voire les 4/5 de leur substance humaine.
Un renversement complet de la tendance a modifié la situation depuis le début des années 1970  caractérisé par un redressement démographique spectaculaire qui a porté le nombre d´habitants à 565 en 2016 soit un accroissement rare dans la région en milieu rural, de 143 % en moins d'un demi-siècle. Pour chercher l’origine de ce renouveau il faut faire intervenir notamment un glissement de familles appartenant à la classe moyenne supérieure dont l'activité professionnelle s'exerce dans l'agglomération roannaise en direction d’une localité rurale attactive car  proche et agreste.

## Activités économiques
L'activité agricole reste aujourd'hui encore bien représentée dans la commune en dépit de la perte d'importance qu'elle a connu au cours des dernières décennies ici comme ailleurs dans cette région : il n'est que se rappeler que dans les années soixante elle faisait vivre trente agriculteurs. Comme dans l'ensemble de la région les prairies l'emportent très largement sur les labours : plus de 80 % de la SAU (83,52 % exactement) sont en herbe  soit 755 ha,  les terres arables représentant 46,3 ha, 5,13 % du total. Aujourd’hui sur  les 80 hectares de la surface agricole utile ne subsistent que cinq exploitations d'élevage bovin. Il y a maintenant plus d'un demi-siècle la production  locale était à peu près exclusivement tournée vers la fourniture de lait. De nos jours la filière viande représente la totalité de cette production avec un cheptel de race charolaise et fournit la demande française mais aussi le marché italien. Toutes les fermes d'élevage bovin se situent au sud du ruisseau de Lavally respectivement au Bas de Rhins, à la Ruisse, au Marvallin, à Bournat et à Bussière. En fonction de la surface de chaque entreprise le nombre de têtes de bétail varie de 80 à 200. Un élevage canin existe d'autre au lieudit les Ardilles.
Le domaine de l’industrie et de l’artisanat est illustré par une entreprise fabriquant du matériel dentaire et chirurgical établie au Marvallin, par une  entreprise de maçonnerie sise au bourg et une autre de terrassement au Marvallin. La vente d’articles de pêche au Marvallin et un marchand ambulant résidant au bourg représentent le domaine commercial. Les services non commerciaux réunissent une agence de publicité elle aussi implantée au Marvallin, ce hameau l’emportant ainsi  sur le bourg en ce qui concerne l’activité économique de la commune, et une activité de formation continue en gouvernance des entreprises au lieudit Jailly. C’est à proximité de ce lieu que l’on trouve une maison d’hôtes tandis qu’au lieudit Bournat un gîte rural complète l’offre touristique de Notre-Dame-de-Boisset. Au bourg enfin fonctionne un restaurant.

## Lieux et monuments
- Église Notre-Dame-de-l'Assomption de Notre-Dame-de-Boisset

## Personnalité liée à la commune
- Jacques Cyprès (1933-), homme politique, député de la Loire, a été maire de Notre-Dame-de-Boisset de 1983 à 2001.